# コパ・メヒコ
コパ・メヒコ(Copa Mexico)は、メキシコで行なわれているサッカーのカップ戦である。かつてはコパ・タワー(Copa Tower)、コパ・エリミナトリア(Copa Eliminatoria)という名称であり、2012年からはコパMX(Copa MX)という名称が用いられている。
1907年に創設されたが、その後幾度もの大会形式変更や中断を経て、2012年に復活した。メキシコにプロの全国リーグ（現在のプリメーラ・ディビシオン、当時はリーガ・マジョール）が導入されたのは1943年であるため、それ以前のコパ・メヒコはメキシコ最高峰のサッカー大会という意味を持っていた。

## 歴史

### コパ・タワー（1907–1919）とコパ・エリミナトリア（1919–1926）
1907年、イギリス人大使のレヒナルド・タワーによってカップ戦が創設され、コパ・タワーと呼ばれた。当初はシウダ・デ・メヒコとその周辺地域に本拠地を置くクラブのみが参加した。1907-08シーズンにはCFパチューカが決勝でレフォルマACを破って優勝し、1916-17シーズンから1918-19シーズンにはレアル・クルブ・エスパーニャが3連覇を達成してトロフィーの永久所持を許された。コパ・タワーは1919年まで計11回開催され、レアル・クルブ・エスパーニャが最多の4回優勝した。1919年から1926年まで、大会はコパ・エリミナトリアとして毎年行なわれた。1921-22シーズンから1923-24シーズンまでアストゥリアスFCが3連覇し、この期間の最多優勝を誇った。大会形式は地域リーグのそれとは異なっており、トーナメント方式や決勝戦を採用した。

### コパ・メヒコ（1932–1997）
アマチュア時代（1932–1943）
1927年にはメキシコサッカー連盟が設立された。1926年から1932年までは大会自体が開催されていなかったが、1932年にコパ・メヒコとしてカップ戦が復活し、公式にラサロ・カルデナス大統領の支援を得た。第1回大会となった1932-33シーズンはクルブ・ネカクサが優勝したが、アマチュア時代の最多優勝クラブはやはりアストゥリアスFC（5階）だった。
プロ時代（1943–1997）
1943年にはコパ・メヒコにもプロ時代が訪れ、大会は1997年まで続いた。当初はリーガ・マジョール（当時1部、現在のプリメーラ・ディビシオン）のクラブのみが参加していたが、1950年大会からは数大会を除いてセグンダ・ディビシオン（当時2部）のクラブも参加した。

### コパMX（2012–）
1997年からは大会自体が開催されなかったが、2012年にプリメーラ・ディビシオンのデリコ・デ・マリア会長は大会の復活を宣言。新しい形式が導入されて大会が復活し、国内リーグ戦と同じように、秋から春までの1年間にアペルトゥーラとクラウスーラの2回の大会が行なわれる。
アペルトゥーラ（秋季トーナメント）
アペルトゥーラには、CONCACAFチャンピオンズリーグに出場しないプリメーラ・ディビシオンの14クラブと、リーガ・デ・アセンソ（2部）の14クラブが参加。リーガ・デ・アセンソのクラブは前年度の上位13クラブに加え、プリメーラ・ディビシオンから降格となった1クラブが参加する。計28クラブが4クラブずつ7グループに分かれてリーグ戦を行ない、7グループの首位クラブと2位クラブのうち最上位クラブの計8クラブが決勝トーナメントに進出する。グループ分けの際、プリメーラ・ディビシオンのクラブはポットA、リーガ・デ・アセンソのクラブはポットBとなり、グループ間格差が生じないようになっている。グループリーグは1回総当たりの3試合制であるため、ホーム開催クラブなどは抽選で決定し、いずれのクラブも1試合または2試合をホームで行なう。決勝トーナメントは8クラブで行なわれ、どのラウンドも1試合制である。
クラウスーラ（春季トーナメント）
クラウスーラには、国際大会に出場しないプリメーラ・ディビシオンの11クラブと、リーガ・デ・アセンソの13クラブが参加。計24クラブが4クラブずつ6グループに分かれてリーグ戦を行ない、6グループの首位と2位クラブのうち最上位クラブの計8クラブが決勝トーナメントに進出する。グループ分けの際、プリメーラ・ディビシオンのクラブとリーガ・デ・アセンソの勝ち点上位1クラブはポットA、その他のクラブはポットBとなり、グループ間格差が生じないようになっている。グループリーグは1回総当たりの3試合制であるため、ホーム開催クラブなどは抽選で決定し、いずれのクラブも1試合または2試合をホームで行なう。決勝トーナメントは8クラブで行なわれ、どのラウンドも1試合制である。

## 歴代大会結果

### アマチュア時代（1907-1943）
1907年から1919年まではコパ・タワーという名称で行なわれていた。1919年から1932年まではコパ・エリミナトリアという名称で行なわれていた。1932年、コパ・メヒコという名称に変更された。
| シーズン | 優勝             | スコア     | 準優勝         |
| -------- | ---------------- | ---------- | -------------- |
| 1907–08  | パチューカAC     | 4–0        | レフォルマ     |
| 1908–09  | レフォルマ       | 3–2        | メヒコFC       |
| 1909–10  | レフォルマ       | 3–1        | アストゥリアス |
| 1910–11  | ブリティッシュFC | 2–1        | エスパーニャ   |
| 1911–12  | パチューカAC     | 4–0        | レフォルマ     |
| 1912–13  | 開催されず       | 開催されず | 開催されず     |
| 1913–14  | メヒコFC         | 3–0        | アストゥリアス |
| 1914–15  | エスパーニャ     | 4–2        | アストゥリアス |
| 1915–16  | ローヴァーズFC   | 3–1        | エスパーニャ   |
| 1916–17  | エスパーニャ     | 5–1        | メヒコFC       |
| 1917–18  | エスパーニャ     | 3–1        | パチューカAC   |

| シーズン                     | 優勝           | スコア     | 準優勝         |
| ---------------------------- | -------------- | ---------- | -------------- |
| 1918–19                      | エスパーニャ   | 3–0        | アストゥリアス |
| 1919–20                      | 開催されず     | 開催されず | 開催されず     |
| 1920–21                      | メヒコFC       | 4–2        | パチューカ     |
| 1921–22                      | アストゥリアス | 4–1        | エスパーニャ   |
| 1922–23                      | アストゥリアス | 3–0        | エスパーニャ   |
| 1923–24                      | アストゥリアス | 5–3        | レフォルマ     |
| 1924–25                      | ネカクサ       | 3–2        | アストゥリアス |
| 1925–26                      | ネカクサ       | 4–2        | エスパーニャ   |
| 1926年から1932年は開催されず |                |            |                |

| シーズン | 優勝           | スコア     | 準優勝         |
| -------- | -------------- | ---------- | -------------- |
| 1932–33  | ネカクサ       | 3–1        | ヘルマニア     |
| 1933–34  | アストゥリアス | 4–1        | アメリカ       |
| 1934–35  | 開催されず     | 開催されず | 開催されず     |
| 1935–36  | ネカクサ       | 2–1        | アストゥリアス |
| 1936–37  | アストゥリアス | 5–3        | アメリカ       |
| 1937–38  | アメリカ       | 3–1        | エスパーニャ   |
| 1938–39  | アストゥリアス | 4–3        | エスパーニャ   |
| 1939–40  | アストゥリアス | 1–0        | ネカクサ       |
| 1940–41  | アストゥリアス | 4–2        | ネカクサ       |
| 1941–42  | アトランテ     | 3–0        | アストゥリアス |
| 1942–43  | モクテスーマ   | 3–1        | アメリカ       |

#### プロ時代（1943–1997）
| シーズン | 優勝         | スコア        | 準優勝           | 優勝監督          |
| -------- | ------------ | ------------- | ---------------- | ----------------- |
| 1943-44  | エスパーニャ | 6–2           | アトランテ       | ムニョス          |
| 1944–45  | プエブラ     | 6–4           | クラブ・アメリカ | モリージャ        |
| 1945-46  | アトラス     | 5–4           | アトランテ       | バルダッティ      |
| 1946–47  | モクテスーマ | 4–3           | オロ             | カイセール        |
| 1947–48  | ベラクルス   | 3–1           | チーバス         | ウルキアガ        |
| 1948–49  | レオン       | 3–0           | アトランテ       | カスージョ        |
| 1949–50  | アトラス     | 3–1           | ベラクルス       | バルダッティ      |
| 1950–51  | アトランテ   | 1–0           | チーバス         | ビアル            |
| 1951–52  | アトランテ   | 2–0           | プエブラ         | ブラスコ          |
| 1952–53  | プエブラ     | 4–1           | レオン           | ランガラ          |
| 1953–54  | アメリカ     | 1–1 (3–2)1    | チーバス         | ビアル            |
| 1954–55  | アメリカ     | 1–0           | チーバス         | ビアル            |
| 1955–56  | トルーカ     | 2–1           | イラプアト       | マルコス          |
| 1956–57  | サカテペク   | 2–1           | レオン           | トレジェス        |
| 1957–58  | レオン       | 5–2           | サカテペク       | エランス          |
| 1958–59  | サカテペク   | 2–1           | レオン           | トレジェス        |
| 1959–60  | ネカクサ     | 2–2 (PK 10–9) | タンピコ         | ロス              |
| 1960–61  | タンピコ     | 1–0           | トルーカ         | パルマ            |
| 1961–62  | アトラス     | 3–3 1–0       | タンピコ         | バウエル          |
| 1962–63  | チーバス     | 2–1           | アトランテ       | J・デ・ラ・トーレ |
| 1963–64  | アメリカ     | 1–1 (PK 5–4)  | モンテレイ       | スコペッリ        |
| 1964–65  | アメリカ     | 4–0           | モレリア         | スコペッリ        |
| 1965–66  | ネカクサ     | 3–3 1–0       | レオン           | マリン*           |
| 1966–67  | レオン       | 2–1           | チーバス         | グリル            |
| 1967–68  | アトラス     | 2–1           | ベラクルス       | ノベージョ        |

| シーズン | 優勝           | スコア        | 準優勝           | 優勝監督          |
| -------- | -------------- | ------------- | ---------------- | ----------------- |
| 1968–69  | クルス・アスル | 2–1           | モンテレイ       | カルデナス        |
| 1969–70  | チーバス       | 3–2 2–1       | トレオン         | J・デ・ラ・トーレ |
| 1970–71  | レオン         | 0–0 (PK 10–9) | サカテペク       | カルバハル        |
| 1971–72  | レオン         | リーグ戦1     | プエブラ         | カルバハル        |
| 1973–74  | アメリカ       | 2–1 1–1       | クルス・アスル   | ロカ              |
| 1974–75  | UNAM           | リーグ戦1     | CUグアダラハラ   | Fekete            |
| 1975–76  | UANL           | 2–0 1–2       | アメリカ         | ロスタナウ        |
| 1987–88  | プエブラ       | 0–0 1–12      | クルス・アスル   | フェルナンデス    |
| 1988–89  | トルーカ       | 2–0 1–1       | CUグアダラハラ   | サナブリア        |
| 1989–90  | プエブラ       | 4–1 0–2       | UANL             | ラプエンテ        |
| 1990–91  | CUグアダラハラ | 1–0 0–0       | アメリカ         | ゲーラ            |
| 1991–92  | モンテレイ     | 4–2           | シウダ・フアレス | バロン            |
| 1994-95  | ネカクサ       | 2–0           | ベラクルス       | ラプエンテ        |
| 1995–96  | UANL           | 1–1 1–0       | アトラス         | ブセティッチ      |
| 1996–97  | クルス・アスル | 2–0           | トロス・ネサ     | ブセティッチ      |

1: 1971-72シーズンと1974-75シーズンは4クラブによるリーグ戦で行なわれた。
 2: アウェーゴールルールによる。

### コパMX
| 年                 | 優勝             | スコア     | 準優勝               | 優勝監督                |
| ------------------ | ---------------- | ---------- | -------------------- | ----------------------- |
| アペルトゥーラ2012 | ドラドス         | 2–2 (5–4)1 | コレカミノス         | ラミレス                |
| クラウスーラ2013   | クルス・アスル   | 0-0 (4–2)1 | アトランテ           | バスケス                |
| アペルトゥーラ2013 | モレリア         | 3–3 (3–1)1 | アトラス             | ブストス                |
| クラウスーラ2014   | UANL             | 3-0        | アレブリヘス         | フェレッティ            |
| アペルトゥーラ2014 | サントス・ラグナ | 2-2 (4–2)1 | プエブラ             | Pedro Caixinha(英)      |
| クラウスーラ2015   | プエブラ         | 4-2        | CDグアダラハラ       | José Guadalupe Cruz(英) |
| アペルトゥーラ2015 | CDグアダラハラ   | 1-0        | クラブ・レオン       | アルメイダ              |
| クラウスーラ2016   | ベラクルス       | 4-1        | クルブ・ネカクサ     | Carlos Reinoso(英)      |
| アペルトゥーラ2016 | ケレタロFC       | 0-0 (3–2)1 | CDグアダラハラ       | ブセティッチ            |
| クラウスーラ2017   | CDグアダラハラ   | 0-0 (3–1)1 | モナルカス・モレリア | アルメイダ              |
| アペルトゥーラ2017 | CFモンテレイ     | 1-0        | CFパチューカ         | アントニオ・モハメド    |
| クラウスーラ2018   | クルブ・ネカクサ | 1-0        | トルーカFC           | Ignacio Ambríz(英)      |
| アペルトゥーラ2018 | クルス・アスル   | 2-0        | CFモンテレイ         | Pedro Caixinha(英)      |
| クラウスーラ2019   | クラブ・アメリカ | 1-0        | FCフアレス           | ミゲル・エレーラ        |
| 2019-20            | CFモンテレイ     | 2-1        | クラブ・ティフアナ   | アントニオ・モハメド    |

1: PK戦。

## クラブ別優勝回数
| クラブ                       | 優勝 | 準優勝 |
| ---------------------------- | ---- | ------ |
| アストゥリアスFC             | 8    | 6      |
| レアル・クルブ・エスパーニャ | 4    | 6      |
| クルブ・ネカクサ             | 4    | 2      |
| CFパチューカ                 | 2    | 2      |
| レフォルマAC                 | 2    | 3      |
| メヒコFC                     | 2    | 2      |
| クラブ・アメリカ             | 1    | 3      |
| ブリティッシュFC             | 1    | 0      |
| ローヴァーズFC・メヒコ       | 1    | 0      |
| CFアトランテ                 | 1    | 0      |
| モクテスーマ・デ・オリサーバ | 1    | 0      |

| クラブ                               | 優勝 | 準優勝 |
| ------------------------------------ | ---- | ------ |
| クラブ・アメリカ                     | 6    | 3      |
| クラブ・レオン                       | 5    | 4      |
| プエブラ                             | 5    | 3      |
| チーバス・グアダラハラ               | 4    | 8      |
| クルス・アスル                       | 4    | 2      |
| クルブ・ネカクサ                     | 4    | 1      |
| CFアトラス                           | 4    | 1      |
| CFモンテレイ                         | 3    | 2      |
| UANLティグレス                       | 3    | 1      |
| CFアトランテ                         | 2    | 4      |
| ティブロネス・ロホス・デ・ベラクルス | 2    | 3      |
| CDサカテペク                         | 2    | 2      |
| デポルティーボ・トルーカFC           | 2    | 2      |
| ハイボス・タンピコ・マデーロ         | 1    | 2      |
| CUグアダラハラ                       | 1    | 2      |
| モナルカス・モレリア                 | 1    | 2      |
| ケレタロFC                           | 1    | 0      |
| サントス・ラグナ                     | 1    | 0      |
| レアル・クルブ・エスパーニャ         | 1    | 0      |
| モクテスーマ・デ・オリサーバ         | 1    | 0      |
| UNAM                                 | 1    | 0      |
| ドラドス・デ・シナロア               | 1    | 0      |
| CDオロ                               | 0    | 1      |
| イラプアトFC                         | 0    | 1      |
| CFトレオン                           | 0    | 1      |
| コブロス・デ・シウダ・フアレス       | 0    | 1      |
| トロス・ネサ                         | 0    | 1      |
| コレカミノスUAT                      | 0    | 1      |
| アレブリヘス・デ・オアハカ           | 0    | 1      |
| CFパチューカ                         | 0    | 1      |
| FCフアレス                           | 0    | 1      |